# Unidad Especial de Combate de Jaiber Pajtunjuá
La Unidad de Combate Especial de la policía de Jaiber Pajtunjuá, es una rama especial entrenada con el fin de ser una fuerza antiterrorista de rápido despliegue, operativa en la región de Jaiber Pajtunjuá, Pakistán. La unidad puede ser desplegada en cualquier parte de la provincia tanto en operaciones independientes, como con ayuda de la policía u otras fuerzas de la ley.
La formación de primer contingente de 150 personas comenzó en el 13 de mayo de 2014.  Un contingente de 32 efectivos femeninos se unió la fuerza el 11 de febrero de 2015. A finales de 2015, se proyectaba que alcanzara los 1050 efectivos, desplegados por 12 bases a lo largo de la provincia.